# Попетре
Попетре (словен. Popetre) — поселення в общині Копер, Регіон Обално-крашка, Словенія. Висота над рівнем моря: 370,8 м.